# 少年の瞳に…
「少年の瞳に…」（しょうねんのひとみに）は、荻野目洋子の21枚目のシングル。1990年12月5日にビクター音楽産業（現・ビクターエンターテインメント）から発売された。

## 概要
表題曲「少年の瞳に…」は、フジテレビ系『なるほど!ザ・ワールド』のエンディング・テーマおよび、郵政省年末キャンペーン・ソングとして使用された。
この曲は、プロデューサーであった吉田建とエグゼクティブ・プロデューサー川原伸司の共作によるもの。”Project.K”とは二人が臨時で用いた名称で、両者の名前 ”Ken” と ”Kawahara” からイニシャルの ”K” を取ったものである。川原によると、当時荻野目の事務所社長であった平哲夫が川原の作ったバラードを気に入ったことが、本作での起用に繋がったという。
カップリング曲「A HAPPY NEW YEAR」は長きに亘ってアルバムに収録されていなかったが、アルバム『KNOCK ON MY DOOR』が紙ジャケット仕様で再発売された際、「少年の瞳に…」と共にボーナストラックとして追加収録された。

## 収録曲
1. 少年の瞳に…（5:11）
作詞：麻生圭子 / 作曲：Project.K / 編曲：吉田建
2. A HAPPY NEW YEAR（3:41）
作詞：麻生圭子 / 作曲・編曲：吉田建
3. 少年の瞳に…（オリジナル・カラオケ）
4. A HAPPY NEW YEAR（オリジナル・カラオケ）